# Attestation d'éducation à la route
Pour les articles homonymes, voir AER.
L'Attestation d’éducation à la route, plus communément appelée AER, est une formation française obligatoire pour conduire un cyclomoteur et un quadricycle léger à moteur pour les personnes n'ayant pas la capacité de passer l'ASSR2 ou l'ASR.

## Description
L'AER permet de contrôler les connaissances des personnes présentant une déficience visuelle ne leur permettant pas, en raison de leur handicap, de suivre les épreuves de l'ASSR2 ou de l'ASR.
Ce diplôme est donc équivalent à l'ASR et de l'ASSR2.
L’épreuve de l'AER se présente sous la forme de 20 séquences multimédia illustrant des questions à choix multiples et nécessite d'obtenir au moins la note 10/20.
Les modalités d'organisation et de délivrance de l'attestation d'éducation à la route sont identiques à celles de l'ASR et de l'ASSR2. Le diplôme de l'AER est délivré par le chef d’établissement, le directeur du centre de formation d’apprentis ou l’autorité administrative compétente pour les autres départements ministériels. 
Depuis 2007, un nouvel outil multimédia est proposé dans les établissements scolaires pour passer les épreuves.